# Jenry Zaka
Jenry Zaka (Tarna-Asturias, España, 23 de octubre de 1969) Familiar (posiblemente hermana) de la también escritora María Purificación Fernández González, es una autora poco conocida pero muy consolidada en la literatura asturiana. Aunque su actividad periodística es inmensa sus trabajos literarios vienen marcados por un anonimato absoluto que empañan su figura literaria, donde su sistema de escritura va exactamente hasta donde sus experiencias llegan, no dando un paso más allá, sin pretender crear escuela a pesar de su potente calidad como escritora. Se la tiene en cuenta como una autora de obras de generosas versatilidades, donde su producción poética abarca diversos métodos de escritura siendo la autora asturiana que más transforma todo ello, tanto su forma de expresión como los temas que trata, así se ha especializado como ensayista, poeta y excelente narradora sin tener la intención de crear una imagen popular de su persona, en el sentido literal del término.

## Biografía
- Datos: Q5929242